# Hammermühle (Nümbrecht)
Hammermühle ist ein Ortsteil von Nümbrecht im Oberbergischen Kreis im südlichen Nordrhein-Westfalen innerhalb des Regierungsbezirks Köln.

## Lage und Beschreibung
Der sehr kleine Ort liegt außerhalb von Grötzenberg Richtung Waldbröl, in Luftlinie rund 3,2 km nordöstlich vom Stadtzentrum von Nümbrecht entfernt. Hier ist der Sitz der Christlichen Gemeinde Hammermühle e. V.
Der Ort besitzt einen Teich, der im Winter zum Schlittschuhlaufen genutzt werden kann.

## Bilder

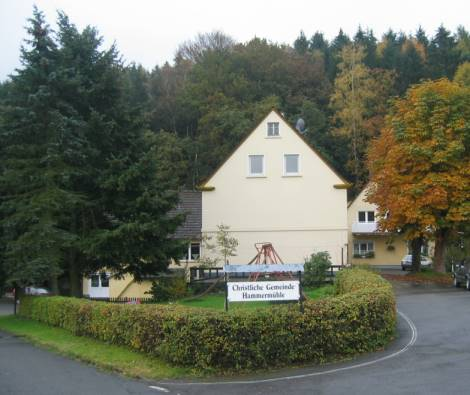
Hammermühle
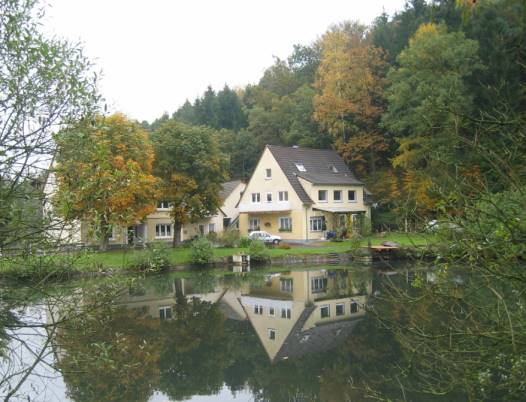
Hammermühle
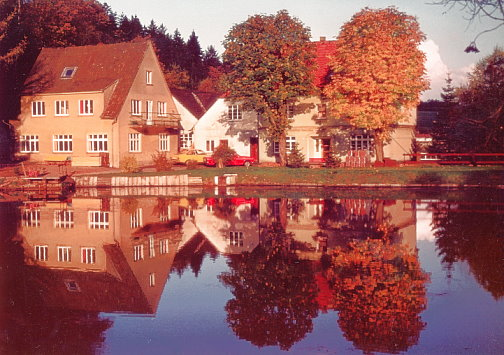
Hammermühle im Herbst